# Прапор Великобурлуцького району
Пра́пор Великобурлу́цького райо́ну — офіційний символ Великобурлуцького району Харківської області, затверджений 21 січня 2004 року рішенням сесії Великобурлуцької районної ради.

## Опис
Прапор являє собою прямокутне полотнище (відношення ширини до довжини 2:3) малинового кольору із зображенням в центральній частині герба району, висота гербового щита дорівнює половині ширини прапора.
Щит герба перетятий лазуровим та золотим, має золоту облямівку і обрамований вінком із золотого дубового листя, кукурудзи та колосків. В нижній частині розміщено два байбаки природних кольорів, що сидять на фоні земної кулі один навпроти одного. В клейноді знаходиться герб Харківської області. Внизу розташовано золотий соняшник та червоний напис «Великий Бурлук».